# Steganthera hirsuta
Steganthera hirsuta är en tvåhjärtbladig växtart som beskrevs av Janet Russell Perkins. Steganthera hirsuta ingår i släktet Steganthera och familjen Monimiaceae. Inga underarter finns listade i Catalogue of Life.